# West Gorton
West Gorton – dzielnica (i civil parish 1894 - 1896) w Manchesterze w Anglii, w hrabstwie Wielki Manchester, w dystrykcie metropolitalnym Manchester. W 1870-72 dzielnica liczyła 4305 mieszkańców.